# Muzeum Pera
Muzeum Pera (tur. Pera Müzesi) – prywatne muzeum w stambulskiej historycznej dzielnicy Pera (Beyoğlu).  
Założone w 2005 roku przez Fundację Suna & İnan Kıraç, należy do znanej rodziny tureckiej Koç. Muzeum mieści się w budynku z 1893 roku, zaprojektowanym przez Achillesa Manussosa. Wcześniej mieścił się tam Hotel Bristol. W 2002 roku fundacja wykupiła hotel i po renowacji przeznaczyła pomieszczenia dla celów muzealnych. 
Pierwsze i drugie piętro zajmują wystawy stałe należące do fundacji, m.in. Galeria Sevgi i Erdoğana Gönül, mieszcząca się na drugim piętrze. Trzecie, czwarte i piąte piętro przeznaczone są dla wystaw czasowych. Na pierwszym piętrze eksponowano miary i wagi pochodzące z Anatolii oraz zbiory ceramiki. Znajduje się tam również kolekcja sztuki orientalnej, obejmująca ponad 300 obrazów, w tym prace Osmana Hamdi.